# Ara és l'hora (cançó)

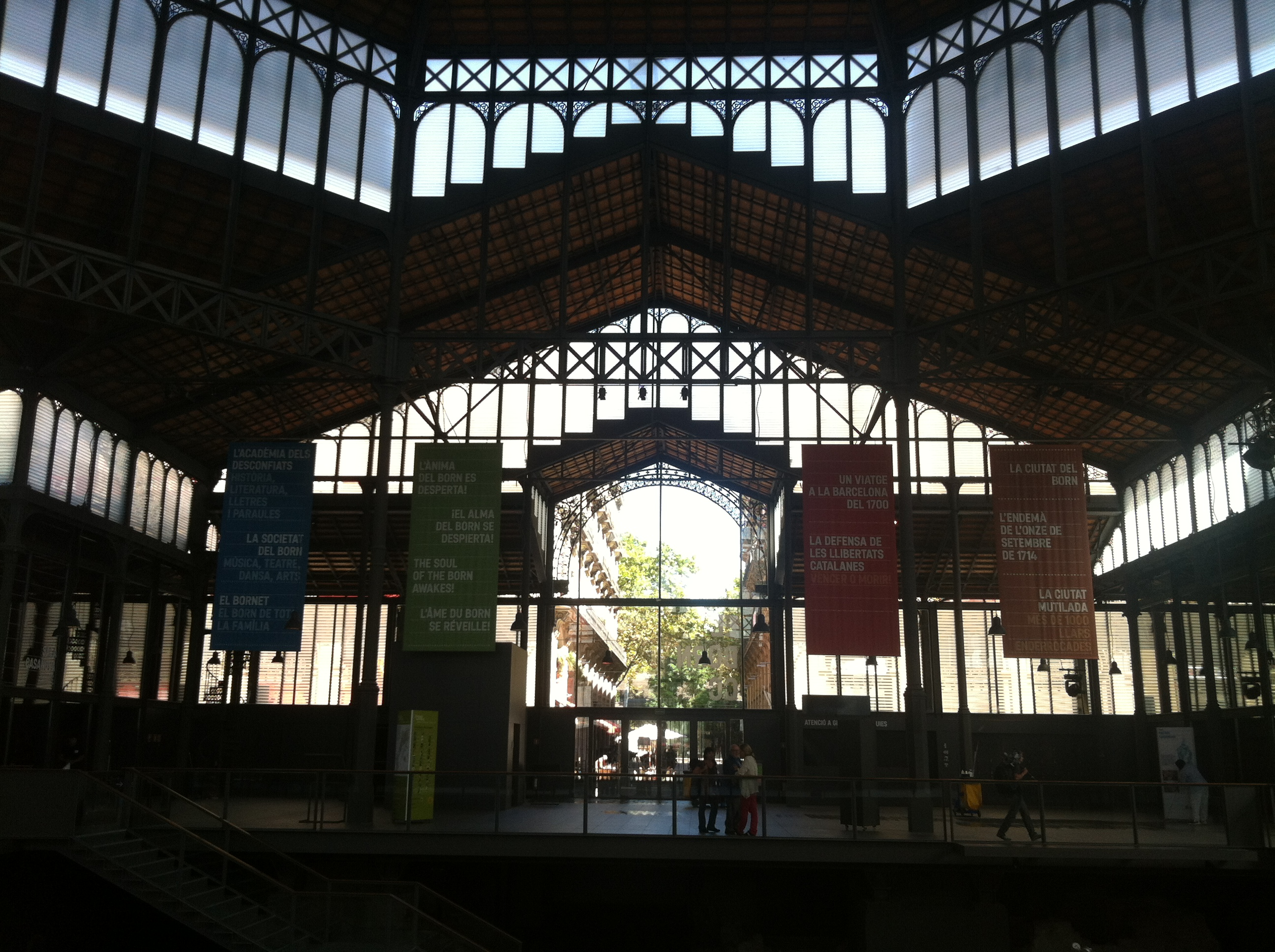
El Cor Jove de l'Orfeó Català ha enregistrat la cançó al Born Centre Cultural

Ara és l'hora és una cançó patriòtica catalana adaptada de la cançó letona de 1988 Saule, Pērkons, Daugava (El sol, el Pērkons, el riu Daugava) del compositor letó Mārtiņš Brauns. Jaume Ayats i Abeyà ha adaptat el text a partir del poema Meditació última del llibre El poble de Miquel Martí i Pol. El Cor Jove de l'Orfeó Català, dirigit per Esteve Nabona, l'ha enregistrat per primera vegada en un vídeo subtitulat en català i en anglès.
Braun va compondre la cançó el 1988, una època en la qual els letons tenien la voluntat de reafirmar-se i d'assolir la independència. Actualment la cançó no és l'himne nacional de Letònia, però té una força emotiva molt gran i es continua cantant en grans festivals.
L'adaptació catalana s'ha fet en col·laboració amb el compositor, i amb la voluntat de coincidir amb Ara és l'hora, la campanya unitària de la societat civil per a la consulta del 9 de novembre, engegada per l'Assemblea Nacional Catalana i Òmnium Cultural, i que duu el mateix nom que la cançó. Durant l'acte central de la Via Catalana 2014 un miler de cantaires del Cor Jove de l'Orfeó Català, el Cor de Noies de l'Orfeó Català i el Cor de Joves dels Països Catalans la va interpretar.
El vídeo s'ha convertit en viral a YouTube, i la premsa letona s'ha fet ressò de la situació actual dels catalans, i l'ha comparat a l'època de la Via Bàltica.